# 獎勵大學教學卓越計畫
獎勵大學教學卓越計畫，是中華民國教育部2005-2017年補助大專院校的計畫之一，屬於大學校際之間的競爭性獎勵機制。在私立學校的獎補助方面，逐年提高依辦學績效所給予的獎助經費所佔比率，而降低依學校規模所給予的補助經費所佔的比例。目前本計畫已經結束，接續計畫為高等教育深耕計畫。

## 政策背景
隨著臺灣的高等教育快速擴充，臺灣的高等教育已由菁英教育轉為普及教育，政府的教育政策也由「政府管制」走向「鬆綁」及「學術自主」，不再由上而下選擇建設特定幾所大學，而是鼓勵學校以競爭的方式，向教育部申請專案經費補助。而在眾多的補助計畫案之中，大部分的計畫皆著重於研究方面的補助，大學為了競逐巨額的補助款，盲目的追求成為研究型大學，致使臺灣大部分的大學功能重疊特色模糊。國立臺灣大學校長李嗣涔曾指出：「由於缺少大學分類機制，造成各大學紛紛朝向研究型綜合大學發展，全國140多所大學只能在唯一的金字塔上排序」。
為了改善臺灣的大專院校的教學品質，並透過獎勵機制引導大學分類發展，2004年教育部公布了獎勵大學教學卓越計畫。而這個計畫被認為是首次以教學為重點的補助方案。

## 內容暨影響
獎勵大學教學卓越計畫是競爭性計畫，由大學向教育部提出申請。各大學所提出的計畫必須以全校性的教學提昇計畫，不受理個別系所或單一項目的教學提昇計畫申請，每個申請計畫的規劃時程為四年。審批通過的學校，可獲得獎勵大學教學卓越計畫之補助經費。
獎勵大學教學卓越計畫公布之後，第一年共有54校提出申請，最終有11校於2005年獲得獎勵大學教學卓越計畫補助，其中有7校是私立大學。第二年起，獎勵大學教學卓越計畫的範疇自普通大學擴及到師範、體育及技職校院，有更多的學校獲得了補助。
此後，教育部再將獎勵大學教學卓越計畫底下細分為獎勵大學教學卓越計畫、區域教學資源中心計畫、重要特色領域人才改進計畫等，逐年擴大補助對象。
而另一方面，越來越多的大學以爭取獎勵大學教學卓越計畫補助為目標，也有部分學校以歷年獲得的補助金額多寡來製作大學排名和招生宣傳。

## 歷年入選學校

### 自補助計畫開始，連續13年(2005~2017年)入選總計7校
- 國立大學（1校）：國立臺灣海洋大學。
- 私立大學（6校）：中原大學、輔仁大學、東海大學、東吳大學、逢甲大學、世新大學。

總計7校。

### 2005年
- 國立大學（3校）：國立臺灣海洋大學、國立東華大學、國立暨南國際大學。
- 藝術大學（1校）：國立臺北藝術大學。
- 私立大學（7校）：中原大學、輔仁大學、東海大學、東吳大學、高雄醫學大學、逢甲大學、世新大學。

總計11校,原入選之國立政治大學及元智大學因入選發展國際一流大學及頂尖研究中心計劃而被取消資格。

### 2006年
- 國立大學(9校)：國立中正大學、國立宜蘭大學、國立臺灣海洋大學、國立東華大學、國立高雄大學、國立暨南國際大學、國立嘉義大學、國立臺南大學、國立聯合大學。
- 師範大學(2校)：國立彰化師範大學、國立臺灣師範大學。
- 教育大學(1校)：國立新竹教育大學。
- 藝術大學(2校)：國立臺北藝術大學、國立臺南藝術大學。
- 私立大學(15校)：中原大學、輔仁大學、東海大學、臺北醫學大學、東吳大學、逢甲大學、淡江大學、中國醫藥大學、銘傳大學、世新大學、靜宜大學、亞洲大學、大葉大學、華梵大學、玄奘大學。

總計28校

### 2007年
- 國立大學(7校)：國立中正大學、國立宜蘭大學、國立臺灣海洋大學、國立東華大學、國立高雄大學、國立暨南國際大學、國立聯合大學。
- 師範大學(3校)：國立臺灣師範大學、國立彰化師範大學、國立高雄師範大學。
- 教育大學(1校)：國立新竹教育大學。
- 藝術大學(2校)：國立臺北藝術大學、國立臺灣藝術大學。
- 體育院校(2校)：國立臺灣體育學院、國立體育學院。
- 私立大學(16校)：中原大學、輔仁大學、東海大學、東吳大學、臺北醫學大學、高雄醫學大學、逢甲大學、淡江大學、中國醫藥大學、義守大學、大同大學、世新大學、靜宜大學、亞洲大學、華梵大學、玄奘大學。

總計30校

### 2008年
- 國立大學(5校)：國立中正大學、國立宜蘭大學、國立臺灣海洋大學、國立東華大學、國立聯合大學、國立臺東大學。
- 師範大學(3校)：國立臺灣師範大學、國立彰化師範大學、國立高雄師範大學。
- 教育大學(1校)：國立新竹教育大學。
- 藝術大學(2校)：國立臺北藝術大學、國立臺灣藝術大學。
- 體育院校(1校)：國立臺灣體育大學。
- 私立大學(17校)：元智大學、中原大學、輔仁大學、東海大學、臺北醫學大學、高雄醫學大學、東吳大學、逢甲大學、慈濟大學、銘傳大學、中國醫藥大學、大同大學、世新大學、靜宜大學、亞洲大學、華梵大學、玄奘大學。

總計29校

### 2009年～2010年
- 國立大學(7校)：國立中正大學、國立宜蘭大學、國立臺灣海洋大學、國立臺北大學、國立東華大學、國立嘉義大學、國立宜蘭大學、國立聯合大學。
- 師範大學(2校)：國立彰化師範大學、國立高雄師範大學。
- 教育大學(1校)：國立新竹教育大學。
- 藝術大學(1校)：國立臺北藝術大學。
- 私立大學(20校)：元智大學、中原大學、輔仁大學、東吳大學、東海大學、臺北醫學大學、高雄醫學大學、逢甲大學、淡江大學、中國醫藥大學、慈濟大學、銘傳大學、大同大學、世新大學、靜宜大學、義守大學、大葉大學、亞洲大學、華梵大學、玄奘大學。

總計31校

### 2011年
- 國立大學(7校)：國立中正大學、國立臺灣海洋大學、國立臺北大學、國立嘉義大學、國立東華大學、國立宜蘭大學、國立聯合大學。
- 師範大學(2校)：國立彰化師範大學、國立高雄師範大學。
- 藝術大學(2校)：國立臺北藝術大學、國立臺灣藝術大學。
- 私立大學(20校)：元智大學、中原大學、輔仁大學、東吳大學、東海大學、臺北醫學大學、高雄醫學大學、逢甲大學、淡江大學、中國醫藥大學、中國文化大學、慈濟大學、銘傳大學、世新大學、靜宜大學、義守大學、大葉大學、亞洲大學、華梵大學、佛光大學。

總計31校。原入選之國立臺灣師範大學因入選邁向頂尖大學計畫而被取消資格，改由國立聯合大學遞補。

### 2012年
- 國立大學(7校)：國立臺灣海洋大學、國立中正大學、國立東華大學、國立臺北大學、國立宜蘭大學、國立嘉義大學、國立聯合大學。
- 師範大學(2校)：國立彰化師範大學、國立高雄師範大學。
- 藝術大學(2校)：國立臺北藝術大學、國立臺灣藝術大學。
- 私立大學(20校)：中國醫藥大學、中國文化大學、逢甲大學、中原大學、元智大學、高雄醫學大學、東吳大學、東海大學、南華大學、銘傳大學、臺北醫學大學、輔仁大學、亞洲大學、淡江大學、世新大學、靜宜大學、慈濟大學、華梵大學、大葉大學、義守大學 。

總計31校

### 2013年～2014年
- 國立大學(7校)：國立臺灣海洋大學、國立中正大學、國立東華大學、國立臺北大學、國立暨南國際大學、國立宜蘭大學、國立嘉義大學。
- 師範大學(2校)：國立彰化師範大學、國立高雄師範大學。
- 藝術大學(2校)：國立臺北藝術大學、國立臺灣藝術大學。
- 私立大學(22校)：中國醫藥大學、中國文化大學、逢甲大學、中原大學、元智大學、高雄醫學大學、東吳大學、東海大學、銘傳大學、臺北醫學大學、輔仁大學、亞洲大學、淡江大學、世新大學、靜宜大學、慈濟大學、華梵大學、大葉大學、義守大學 、南華大學、實踐大學、大同大學。

總計33校

### 2015年～2016年
- 國立大學(5校)：國立臺灣海洋大學、國立中正大學、國立臺北大學、國立宜蘭大學、國立高雄大學。
- 師範大學(1校)：國立彰化師範大學。
- 教育大學(1校)：國立臺北教育大學。
- 藝術大學(1校)：國立臺灣藝術大學。
- 私立大學(24校)：中國醫藥大學、中國文化大學、逢甲大學、中原大學、元智大學、高雄醫學大學、東吳大學、東海大學、銘傳大學、中華大學、臺北醫學大學、輔仁大學、亞洲大學、淡江大學、世新大學、靜宜大學、慈濟大學、大葉大學、義守大學 、南華大學、實踐大學、大同大學、玄奘大學、佛光大學。

總計32校

## 技職校院獎勵大學教學卓越計畫
自2009年後改為兩年一次。

### 2006年
- 國立科大(6校)：國立雲林科技大學、國立臺北科技大學、國立高雄第一科技大學、國立高雄應用科技大學、國立屏東科技大學、國立虎尾科技大學。
- 國立技院(3校)：國立勤益技術學院、國立高雄餐旅學院、國立臺北護理學院。
- 私立科大(15校)：大仁科技大學、中國科技大學、中臺科技大學、弘光科技大學、正修科技大學、明志科技大學、建國科技大學、南臺科技大學、清雲科技大學、崑山科技大學、朝陽科技大學、聖約翰科技大學、萬能科技大學、樹德科技大學、龍華科技大學。
- 私立技院(6校)：元培科學技術學院、文藻外語學院、長庚技術學院、南開技術學院、亞東技術學院、遠東技術學院。

### 2007年
- 國立科大(7校)：國立雲林科技大學、國立臺北科技大學、國立高雄第一科技大學、國立高雄應用科技大學、國立屏東科技大學、國立虎尾科技大學、國立勤益科技大學。
- 國立技院(2校)：國立臺北護理學院、國立高雄餐旅學院。
- 私立科大(17校)：龍華科技大學、樹德科技大學、遠東科技大學、聖約翰科技大學、萬能科技大學、朝陽科技大學、清雲科技大學、崑山科技大學、建國科技大學、南臺科技大學、東南科技大學、明志科技大學、正修科技大學、弘光科技大學、中臺科技大學、中國科技大學、大仁科技大學。
- 私立技院(4校)：南開技術學院、長庚技術學院、育達商業技術學院、文藻外語學院。

### 2008年
- 國立科大(7校)：國立雲林科技大學、國立臺北科技大學、國立高雄第一科技大學、國立高雄應用科技大學、國立屏東科技大學、國立虎尾科技大學、國立勤益科技大學。
- 國立技院(2校)：國立高雄餐旅學院、國立臺北護理學院。
- 私立科大(18校)：大仁科技大學、中國科技大學、中臺科技大學、弘光科技大學、正修科技大學、明志科技大學、東南科技大學、建國科技大學、南開科技大學、南臺科技大學、崑山科技大學、清雲科技大學、萬能科技大學、朝陽科技大學、聖約翰科技大學、遠東科技大學、龍華科技大學、樹德科技大學。
- 私立技院(4校)：亞東技術學院、長庚技術學院、致理技術學院、文藻外語學院。

### 2009年~2010年
- 國立科大(7校)：國立雲林科技大學、國立臺北科技大學、國立高雄第一科技大學、國立高雄應用科技大學、國立屏東科技大學、國立虎尾科技大學、國立勤益科技大學。
- 國立技院(1校)：國立高雄餐旅學院。
- 私立科大(17校)：中國科技大學、弘光科技大學、正修科技大學、明志科技大學、建國科技大學、南開科技大學、南臺科技大學、崑山科技大學、清雲科技大學、景文科技大學、朝陽科技大學、聖約翰科技大學、嘉南藥理科技大學、輔英科技大學、遠東科技大學、龍華科技大學、樹德科技大學。
- 私立技院(7校)：中州技術學院、文藻外語學院、育達商業技術學院、亞東技術學院、致理技術學院、華夏技術學院、德霖技術學院。

### 2011年~2012年
- 國立科大(9校)：國立雲林科技大學、國立臺北科技大學、國立高雄第一科技大學、國立高雄應用科技大學、國立屏東科技大學、國立虎尾科技大學、國立勤益科技大學、國立高雄餐旅大學、國立臺北護理健康大學。
- 私立科大(20校)：中國科技大學、中臺科技大學、弘光科技大學、正修科技大學、育達商業科技大學、明志科技大學、南開科技大學、南臺科技大學、建國科技大學、崑山科技大學、景文科技大學、朝陽科技大學、萬能科技大學、聖約翰科技大學、嘉南藥理科技大學、遠東科技大學、樹德科技大學、龍華科技大學、嶺東科技大學、環球科技大學。
- 私立技院(5校)：文藻外語學院、亞東技術學院、長庚技術學院、致理技術學院、華夏技術學院。

### 2015年~2016年
- 國立科大(9校)：國立雲林科技大學、國立臺北科技大學、國立屏東科技大學、國立高雄海洋科技大學、國立高雄第一科技大學、國立高雄餐旅大學、國立高雄應用科技大學、國立勤益科技大學、國立虎尾科技大學。
- 私立科大(24校)：台南應用科技大學、弘光科技大學、正修科技大學、明志科技大學、長庚科技大學、南開科技大學、美和科技大學、修平科技大學、高苑科技大學、健行科技大學、崑山科技大學、朝陽科技大學、華夏科技大學、聖約翰科技大學、僑光科技大學、嘉南藥理大學、輔英科技大學、遠東科技大學、樹德科技大學、醒吾科技大學、龍華科技大學、嶺東科技大學、致理科技大學、 慈濟科技大學。

## 外部連結
- 獎勵大學教學卓越計畫網站 （页面存档备份，存于）
- 獎勵大學教學卓越計畫獲補助學校名單 （页面存档备份，存于）
- 104-105年度獎勵科技大學及技術學院教學卓越計畫核定補助經費表 （页面存档备份，存于）